# Säbelschnäbler

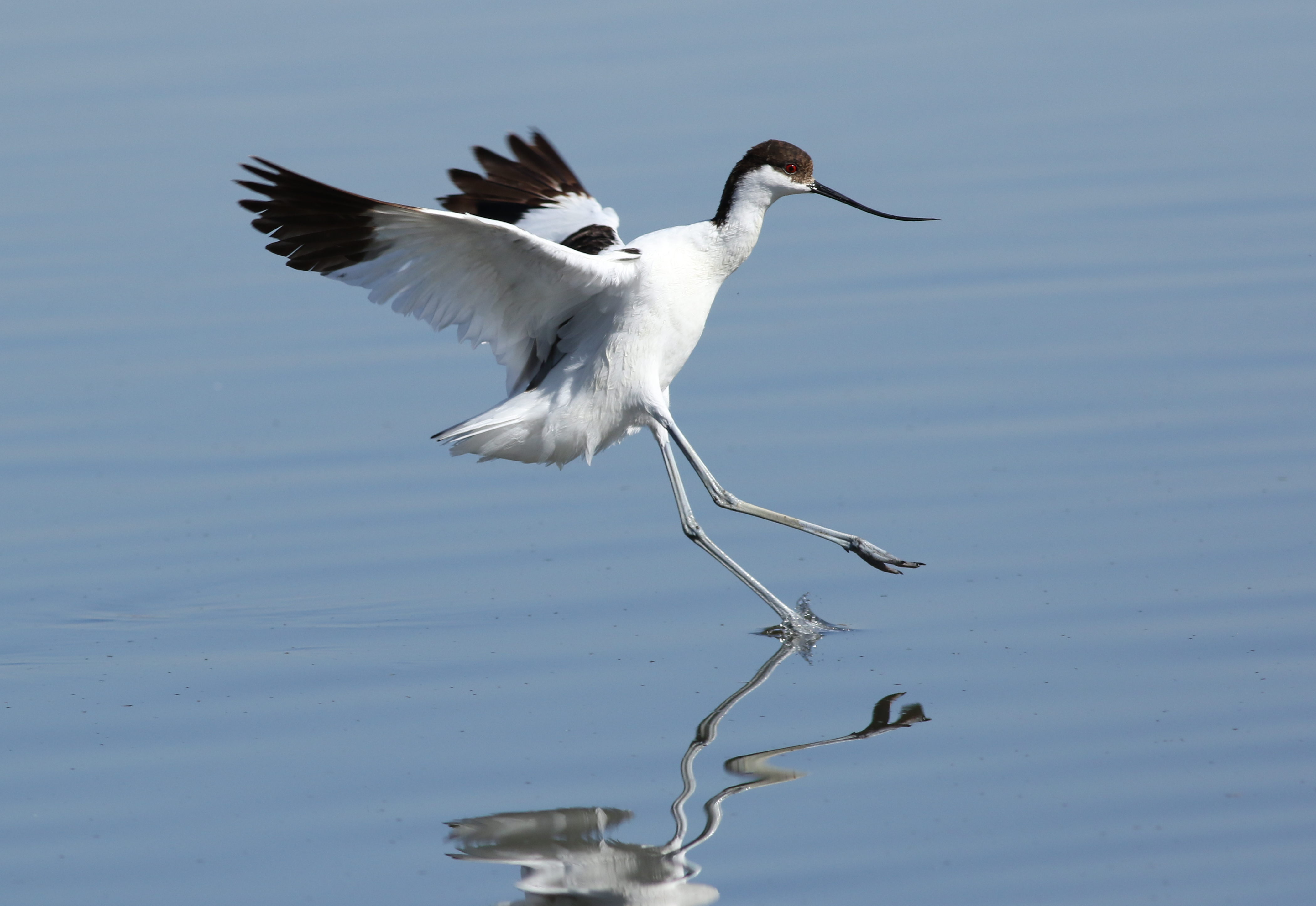
Landender Säbelschnäbler

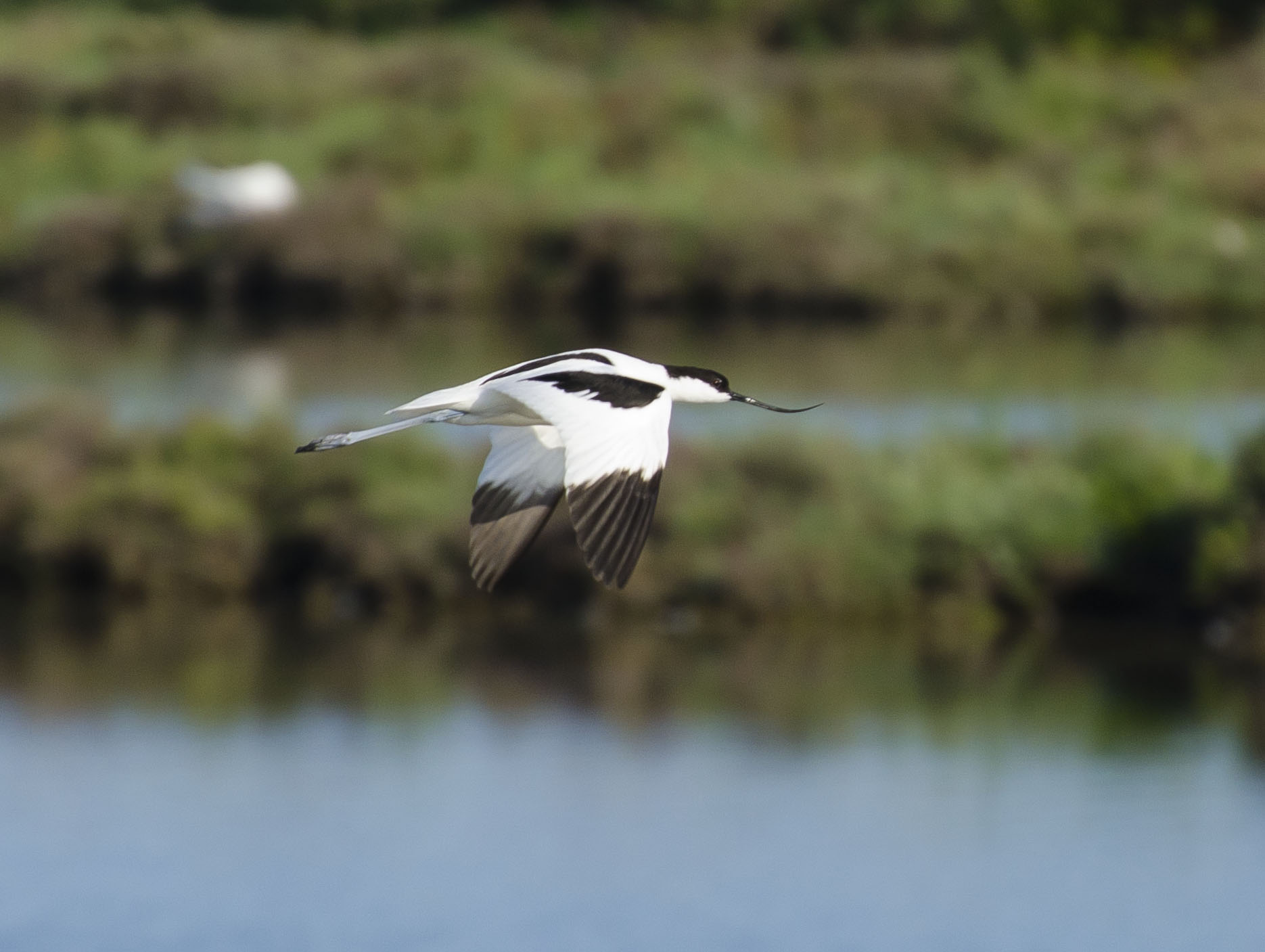
Flugbild des Säbelschnäblers

Der Säbelschnäbler (Recurvirostra avosetta) ist eine Vogelart aus der Familie der Säbelschnäbler (Recurvirostridae). Mit seinem schwarzweißen Gefieder zählt er zu den auffallendsten Limikolen. Im Wattenmeer der Nordsee ist er ein häufig zu beobachtender Vogel.
Trotz des sehr großen und disjunkten Verbreitungsgebietes werden keine Unterarten des Säbelschnäblers unterschieden.

## Erscheinungsbild
Ein ausgewachsener Säbelschnäbler wird ohne Beine 42 bis 46 Zentimeter lang und wiegt 290 bis 400 Gramm. Die Flügelspannweite beträgt bis zu 80 Zentimeter. Säbelschnäbler sind auf Grund ihrer Gefiederfärbung und der besonderen, nach oben gebogenen Schnabelform unverwechselbar. Im Flug könnten sie allerdings mit Reiherläufern (Dromas ardeola) verwechselt werden. Im Federkleid des Vogels kontrastiert reines Weiß mit reinem Schwarz. Während der untere Kopfteil, Hals, Brust, Rücken und Bauch rein weiß gefärbt sind, sind Oberkopf, Scheitel und Nacken, die seitlichen Rückenteile sowie die Ober- und Unterseiten der Handschwingen im letzten Drittel schwarz. Die mittellangen Beine sind grau mit einem leicht bläulichen Schimmer. Auffallend und einzigartig ist der lange, dunkelgraue, zur Spitze hin deutlich nach oben gebogene Schnabel, der für den deutschen Gattungsnamen namensbestimmend wurde.
Im Fluge wirkt der Vogel von unten gesehen bis auf die schwarzen Flügelenden rein weiß, von oben gesehen wird die schwarz-weiße Flügelzeichnung besonders deutlich. Die Beine sind während des Fliegens gestreckt und überragen die Schwanzspitze beträchtlich, der Hals hingegen ist nicht zur Gänze durchgestreckt.
Der Geschlechtsdimorphismus ist sehr gering. Zuweilen zeigen Weibchen eine etwas hellere Befiederung der Schnabelbasis sowie einen weißen Augenring. Der Schnabel der Männchen ist etwas länger und weniger stark gebogen als bei den Weibchen. Im Jugendgefieder sind die bei den Altvögeln schwarz gefärbten Gefiederbereiche eher dunkelbraun, die weißen deutlich braun, beziehungsweise isabellfarben behaucht.

## Stimme
Sein Ruf klingt in etwa wie plüüiit oder klüüiit. Der Ruf ist reintönend, melodisch und fließend. Werden die Vögel aufgeschreckt, ist auch ein schrilles und schnell gereihtes Quik quik quik zu hören. Auf Störungen am Nest reagieren Säbelschnäbler vor allem gegenüber zudringlichen Möwen mit hohen pii-jüli-Rufen.

## Verbreitungsgebiet

### Brutareale

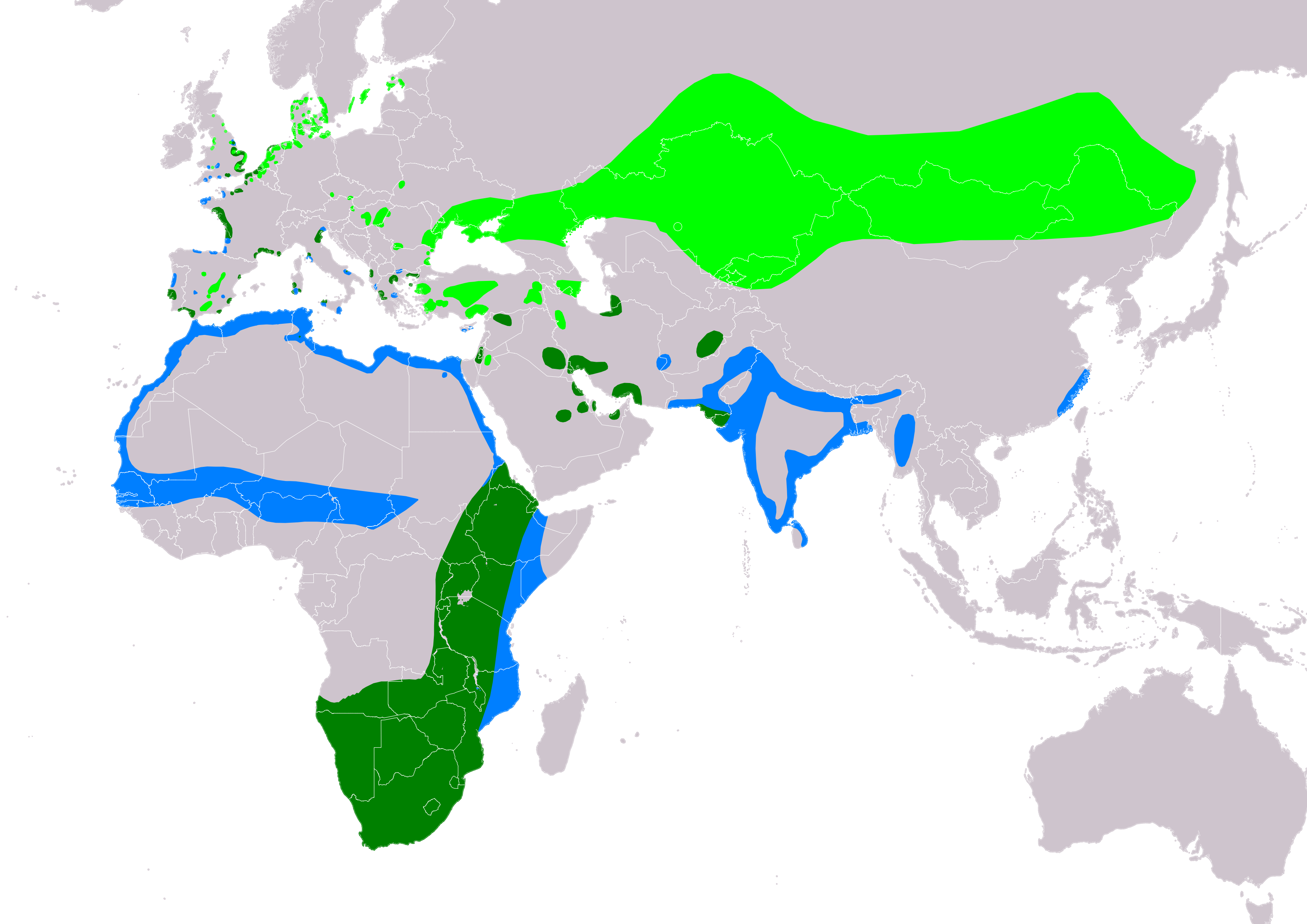
Verbreitung des Säbelschnäblers:
Brutgebiete
Ganzjähriges Vorkommen
Überwinterungsgebiete

Das disjunkte Brutareal des Säbelschnäblers erstreckt sich über mehrere Klimazonen von den gemäßigt-atlantischen Küsten Nordwesteuropas und den kontinentalen Steppen Zentralasiens über den Mittelmeerraum südwärts bis in die tropischen und subtropischen Klimate Ost- und Südafrikas.
In Europa ist der Säbelschnäbler ein Brutvogel an den Küsten Großbritanniens, Südschwedens, Estlands, Dänemarks, Deutschlands, Frankreich und Portugals. In Spanien brütet er sowohl an der Küste als auch im Binnenland. Säbelschnäbler sind außerdem auf Sardinien, in Italien, Griechenland, Rumänien und Ungarn heimisch. In Österreich sind sie besonders gut am Neusiedler See zu beobachten, wo 2004 über fünfhundert Altvögel gezählt wurden, deren Bruterfolg aber besorgniserregend gering war. Auch das Wolgadelta gehört zu den wichtigen europäischen Brutarealen des Säbelschnäblers.

### Überwinterungsgebiete
Das Zugverhalten der Art unterscheidet sich in Abhängigkeit von der Lage der jeweiligen Brutgebiete. Zumindest im nördlichen Teil des Verbreitungsgebietes sind Säbelschnäbler Zugvögel. In milden Wintern bleiben viele Säbelschnäbler, die in Großbritannien, Frankreich und den Niederlanden brüten, in ihren Brutarealen und sind somit als Standvögel anzusehen. Auch in der Helgoländer Bucht und im niederländischen Rheindelta, wo sich große Schwärme schwedischer, dänischer, deutscher und holländischer Vögel ab Mitte Juli zur Mauser einfinden, bleibt ein kleiner Teil über den Winter.

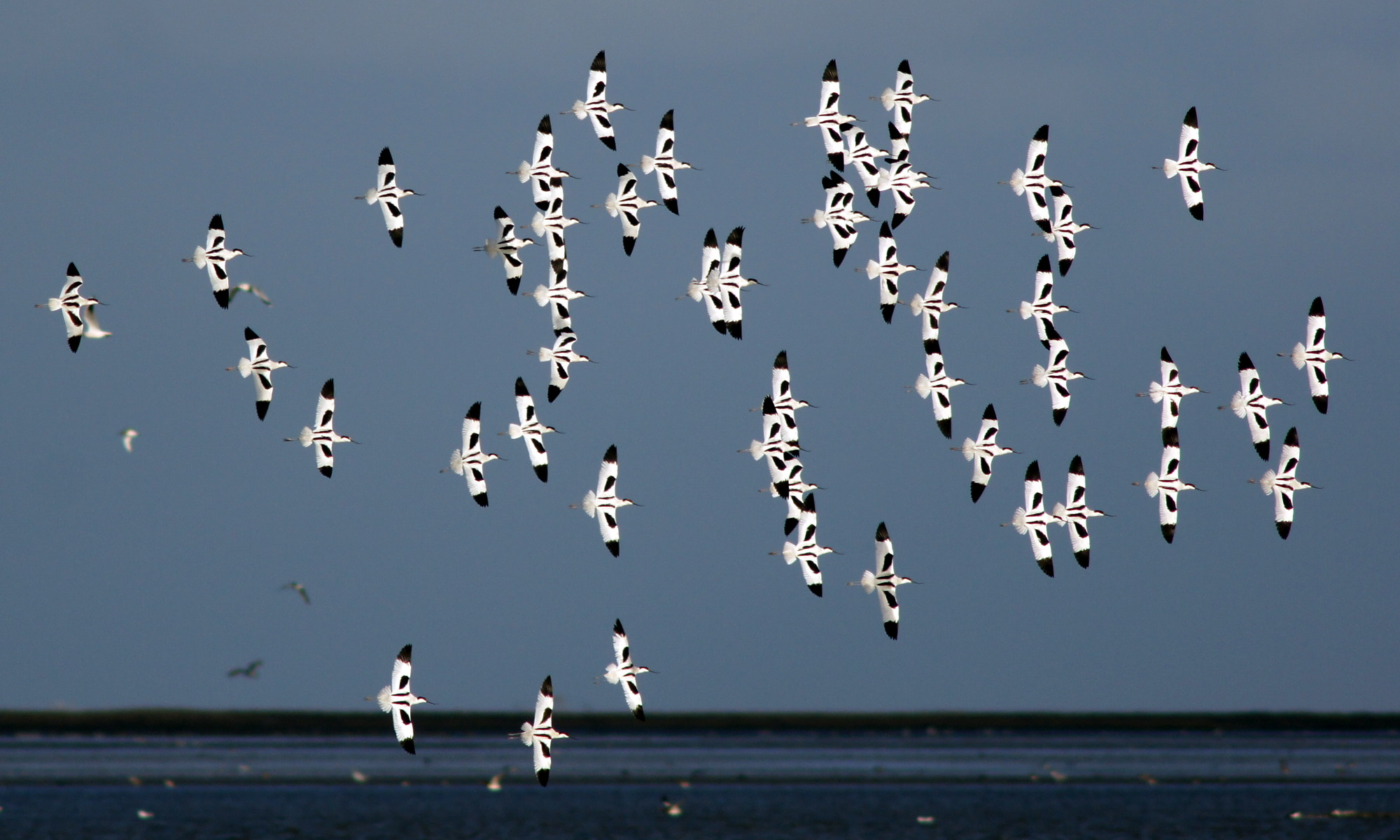
Ein Trupp von Säbelschnäblern in der Luft

Die Brutvögel der Küsten Nordwesteuropas, die nach dem Abschluss der Brutperiode und der im Juli und August anschließenden Mauser abziehen, folgen ab Oktober der Atlantikküste in südwestlicher Richtung. Wichtige Überwinterungsgebiete sind feinsedimentreiche Buchten und Flussmündungen der französischen, portugiesischen und spanischen Atlantikküste. Neben diesen trotz zahlreicher menschlicher Eingriffe relativ naturnahen Gebieten haben auch anthropogene Lebensräume wie Fischteiche und Salinen eine hohe Bedeutung als Überwinterungshabitat. Ein Teil der nordwesteuropäischen Säbelschnäbler überwintert noch weiter südlich an der afrikanischen Atlantikküste. Die Brutvögel des Mittelmeerraumes zeigen abgesehen von Dispersionsbewegungen und dem Aufsuchen geeigneter Überwinterungshabitate keine gerichtete Migration. Die Brutvögel Zentral- und Südosteuropas ziehen in südost- bzw. südwestlicher Richtung zur Überwinterung in die Schwarzmeerregion, den Mittelmeerraum sowie nach Nordafrika. Ein Teil dieser Population überquert möglicherweise die Sahara und überwintert in der östlichen Sahelzone des Sudan und Tschad. Über die Wanderungen der zentralasiatischen Population ist wenig bekannt, ihre Überwinterungsgebiete befinden sich am Persischen Golf, im Nordwesten des Indischen Subkontinents und in Südostchina. Die Brutvögel Afrikas verbringen die Trockenzeiten als Nichtbrüter in küstennahen Habitaten.

## Lebensraum
Das wichtigste Lebensraumelement des Säbelschnäblers sind feinsedimentige, vegetationsarme Flachwasserzonen und Uferbereiche, wo er seiner spezialisierten Form der Nahrungssuche nachgehen kann. Er findet diese Voraussetzungen vor allem in seichten Meeresbuchten, Flussmündungen, Lagunen und flachen Seen. Die bevorzugt besiedelten Lebensräume weisen häufig brackigen bis salinen Charakter auf. Die Brutplätze befinden sich auf vegetationsarmen bis spärlich bewachsenen Bereichen der Uferzone oder auf Inseln, die Schutz vor landgebundenen Beutegreifern bieten. In Nordwesteuropa besiedelt der Säbelschnäbler in erster Linie die tidalen Wattflächen des Wattenmeeres sowie durch Eindeichungen entstandene Brack- und Süßwasserseen, den so genannten Köge. In Süd- und Südosteuropa gehören Salinen und andere anthropogene Gewässer zu den wichtigsten Lebensräumen. Typische Lebensräume in den zentralasiatischen und afrikanischen Brutgebieten sind nach Regenfällen kurzfristig entstehende Gewässer und saline Steppenseen.

## Ernährung

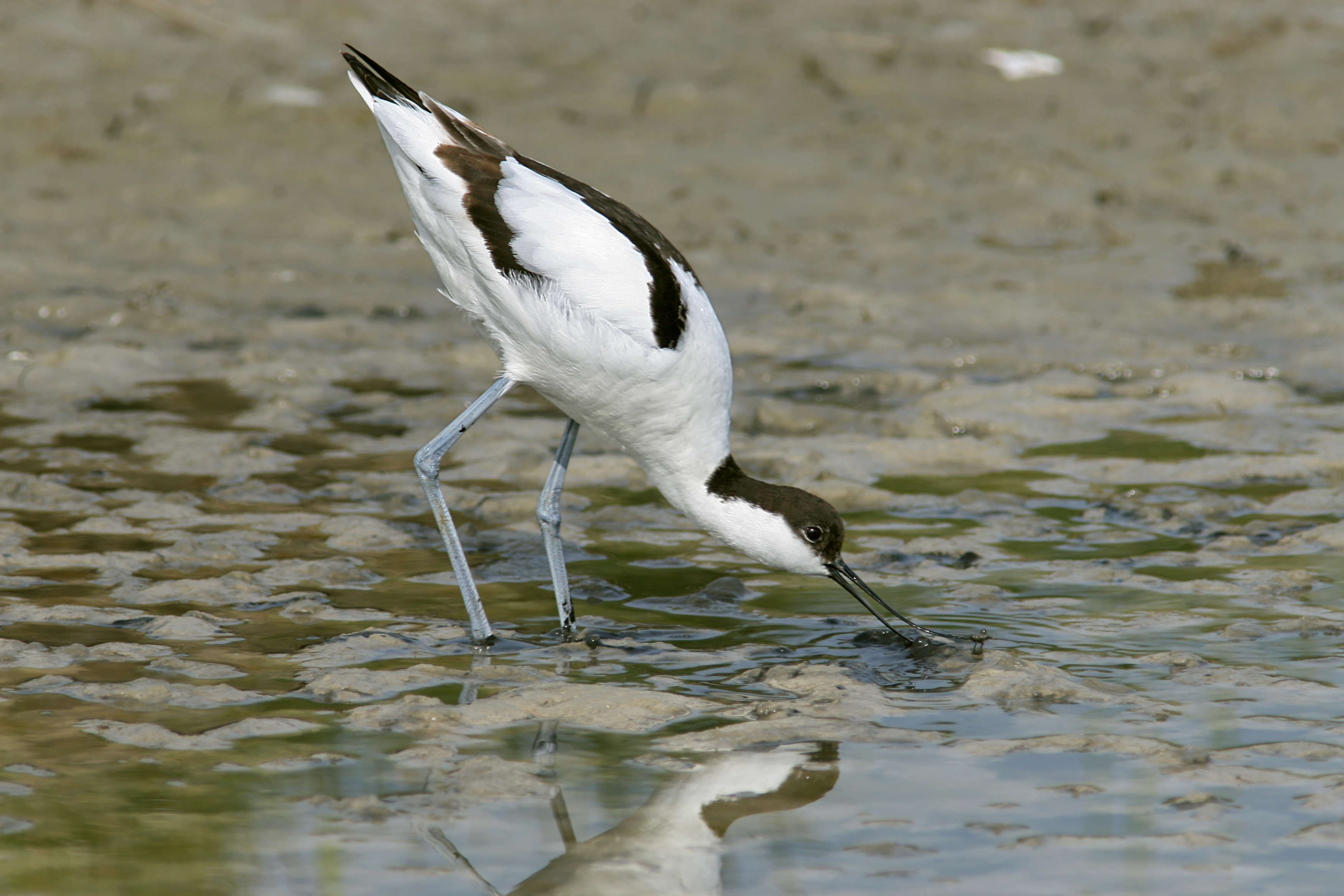
Bei der Nahrungssuche

Die Nahrung der Jung- und Altvögel ist stark von den lokalen Bedingungen des jeweiligen Lebensraumes abhängig. Sie besteht überwiegend aus Wirbellosen des feinschlickigen Sediments der Uferzone und des Flachwassers, es werden aber auch gelegentlich kleinere Fische erbeutet. Sie wird durch das arttypische Säbeln, eine mähende Seitwärtsbewegung des Schnabels im Sediment oder Flachwasser ertastet und verschluckt. Bei der Nahrungssuche im Sediment werden bei jeder Mähbewegung etwa 30 Quadratzentimeter Schlamm abgetastet. Der Schnabel liegt dabei etwa zwei bis drei Zentimeter tief im Sediment. Mitunter kann man auch beobachten, dass mehrere Vögel gemeinsam dicht nebeneinander auf die Jagd im Flachwasser gehen. Dabei sind die Mähbewegungen meistens schneller, weil hier der Schnabel nicht durch Schlick, sondern nur durch Wasser gezogen wird. Dabei wirbeln die nebeneinander laufenden Vögel Beutetiere auf, die sie dann im Wasser fassen können. In klarem Wasser und von der Bodenoberfläche picken Säbelschnäbler auch visuell geortete Beutetiere auf.
Tiefere Wasserschichten können durch eine gründelnde Form der Nahrungssuche unter der Wasseroberfläche genutzt werden. In weiten Teilen des Brutareals stellen sehr kleine (4–15 mm Länge) Arthropoden des Salz- und Brackwassers, vor allem aquatische Insekten und deren Larven (Coleoptera, Diptera) und kleine Krebstiere (Crustacea, z. B. Artemia spec., Daphnia spec.) die Hauptnahrung der Jung- und Altvögel. Ein wichtiges Beutetier im Bereich des Wattenmeeres ist der Seeringelwurm (Nereis spec.). Darüber hinaus werden andere Borstenwürmer (Polychaeta) sowie kleinere Mollusken wie Muscheln und Schnecken erbeutet.

## Fortpflanzung

### Paarbildung

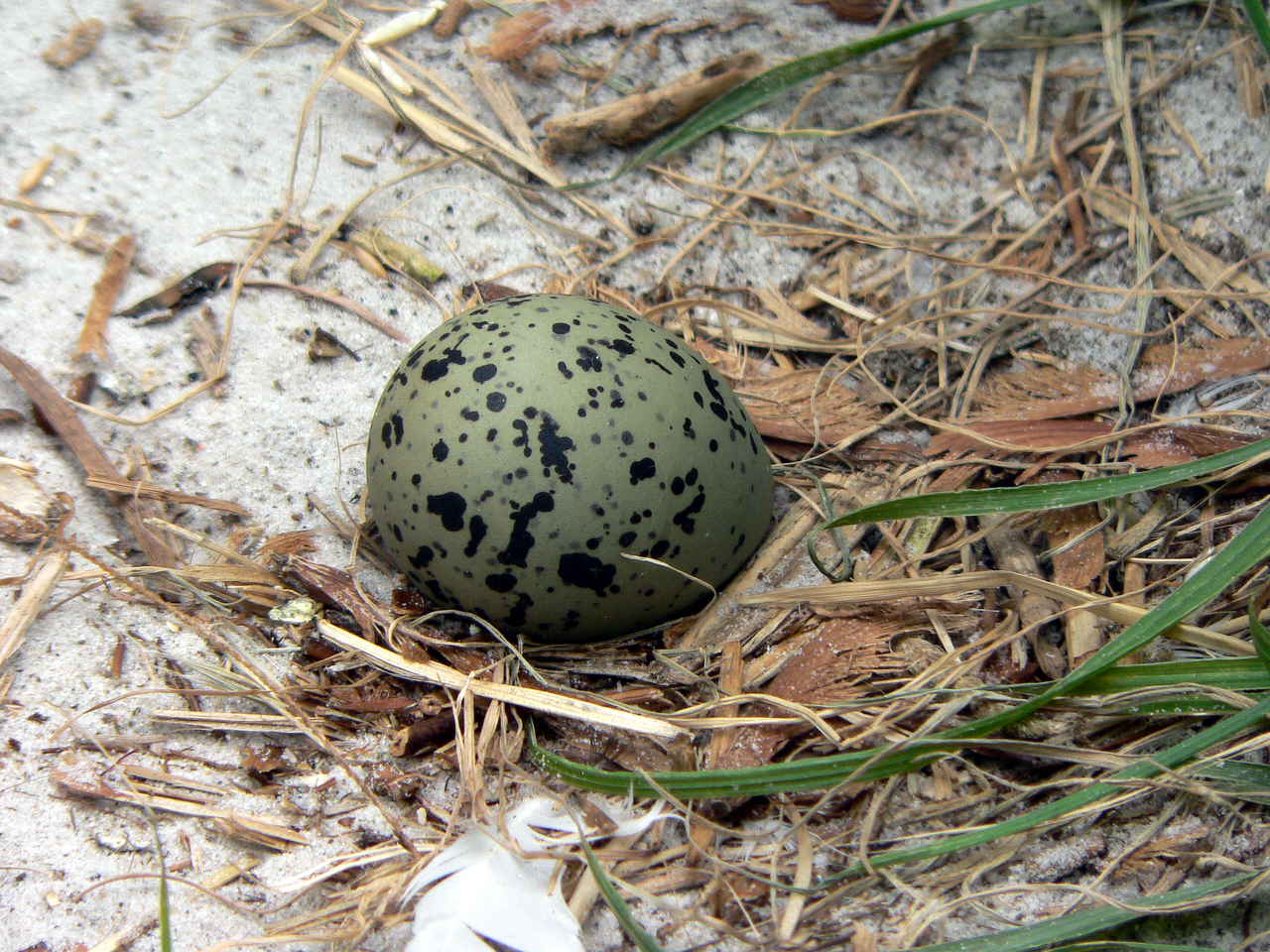
Ei des Säbelschnäblers

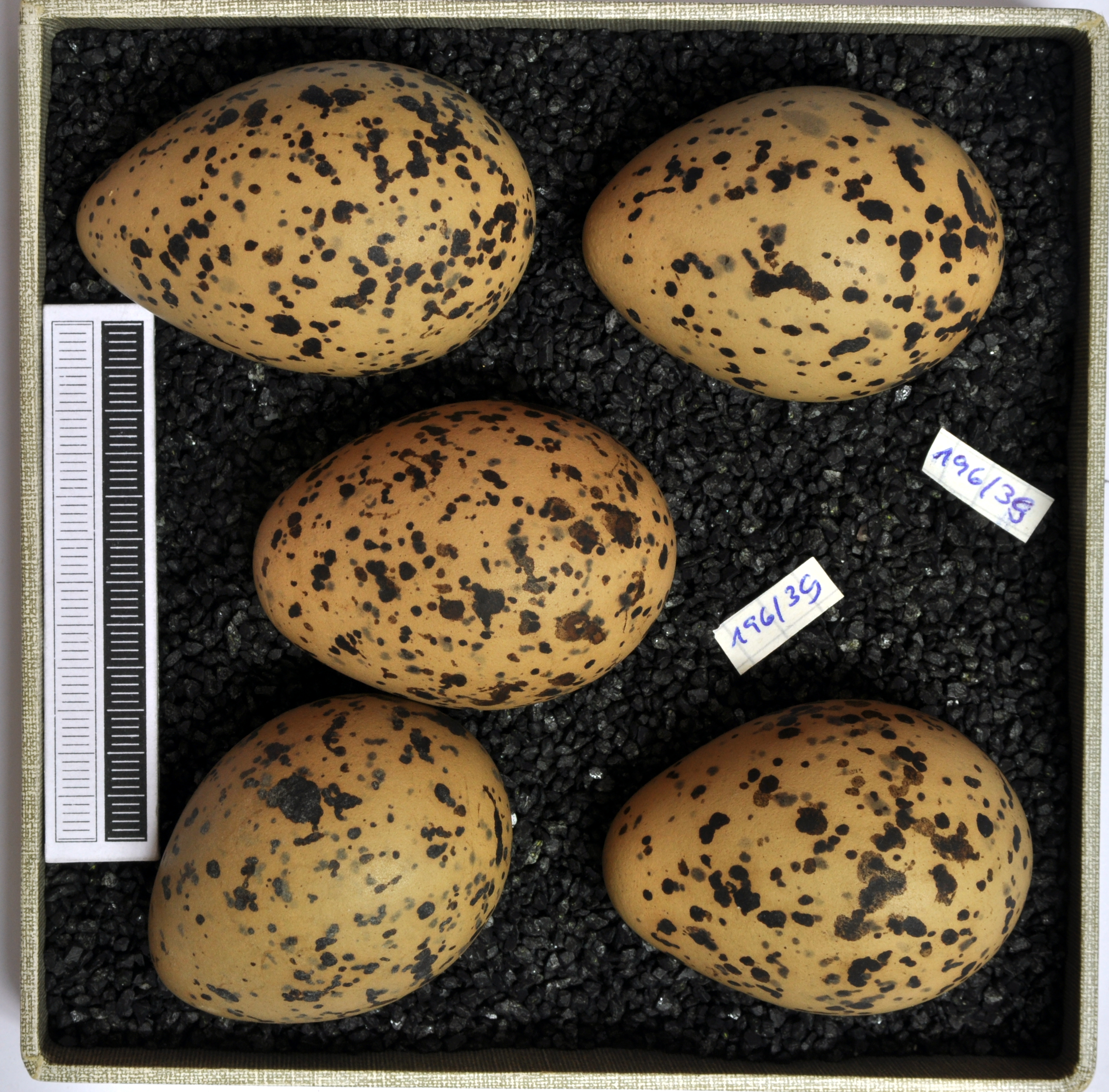
Gelege, Sammlung Museum Wiesbaden

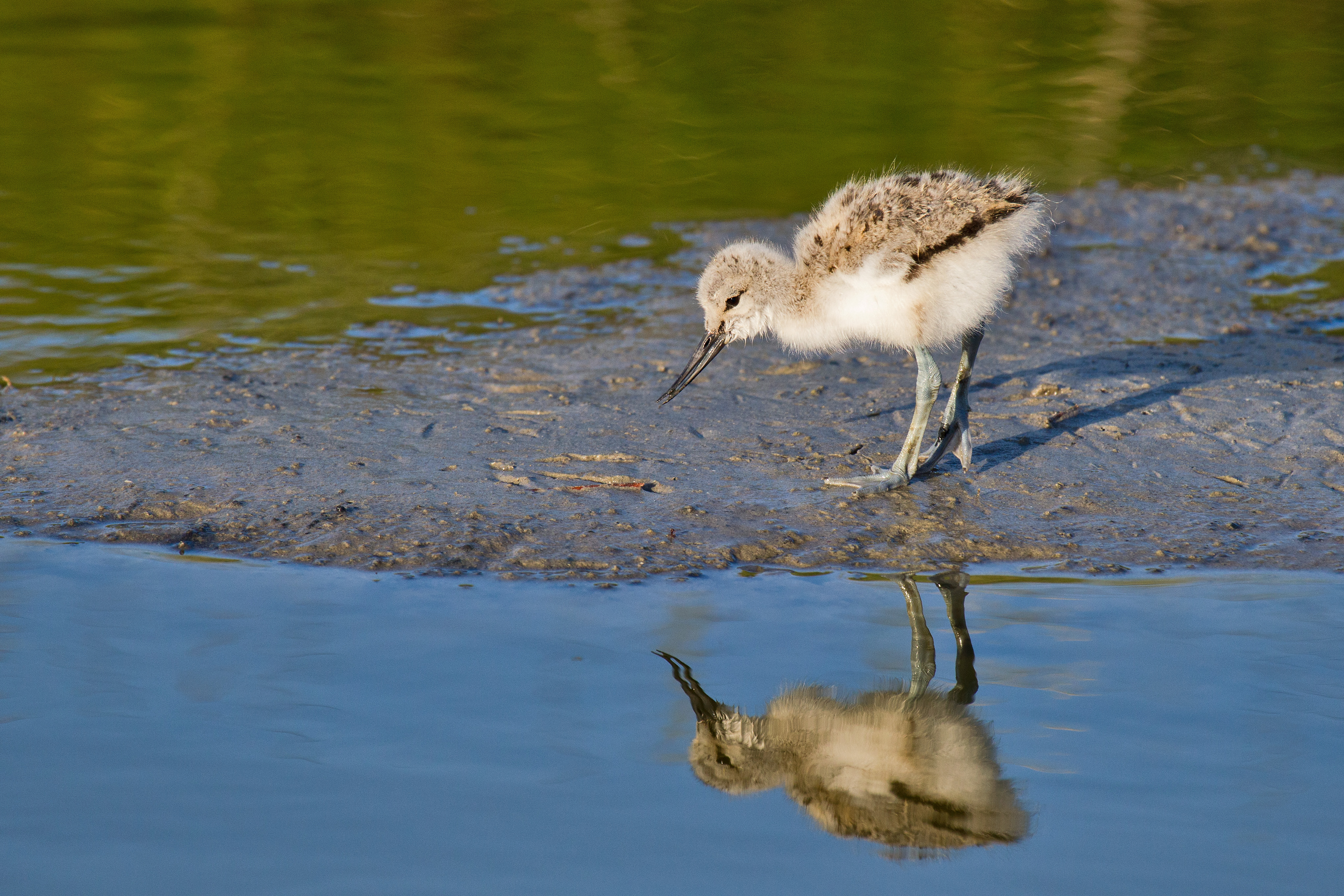
Küken

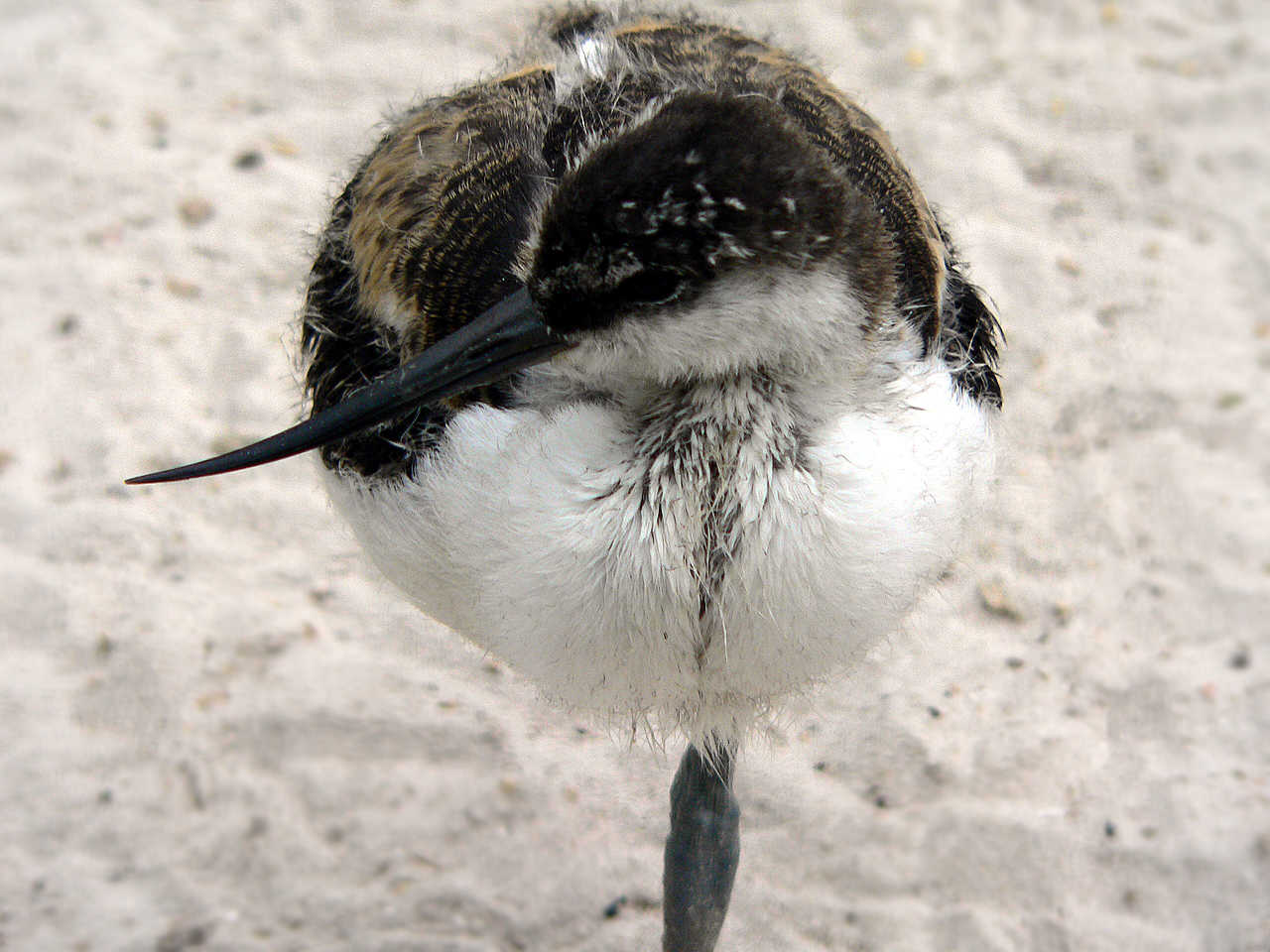
Jungvogel

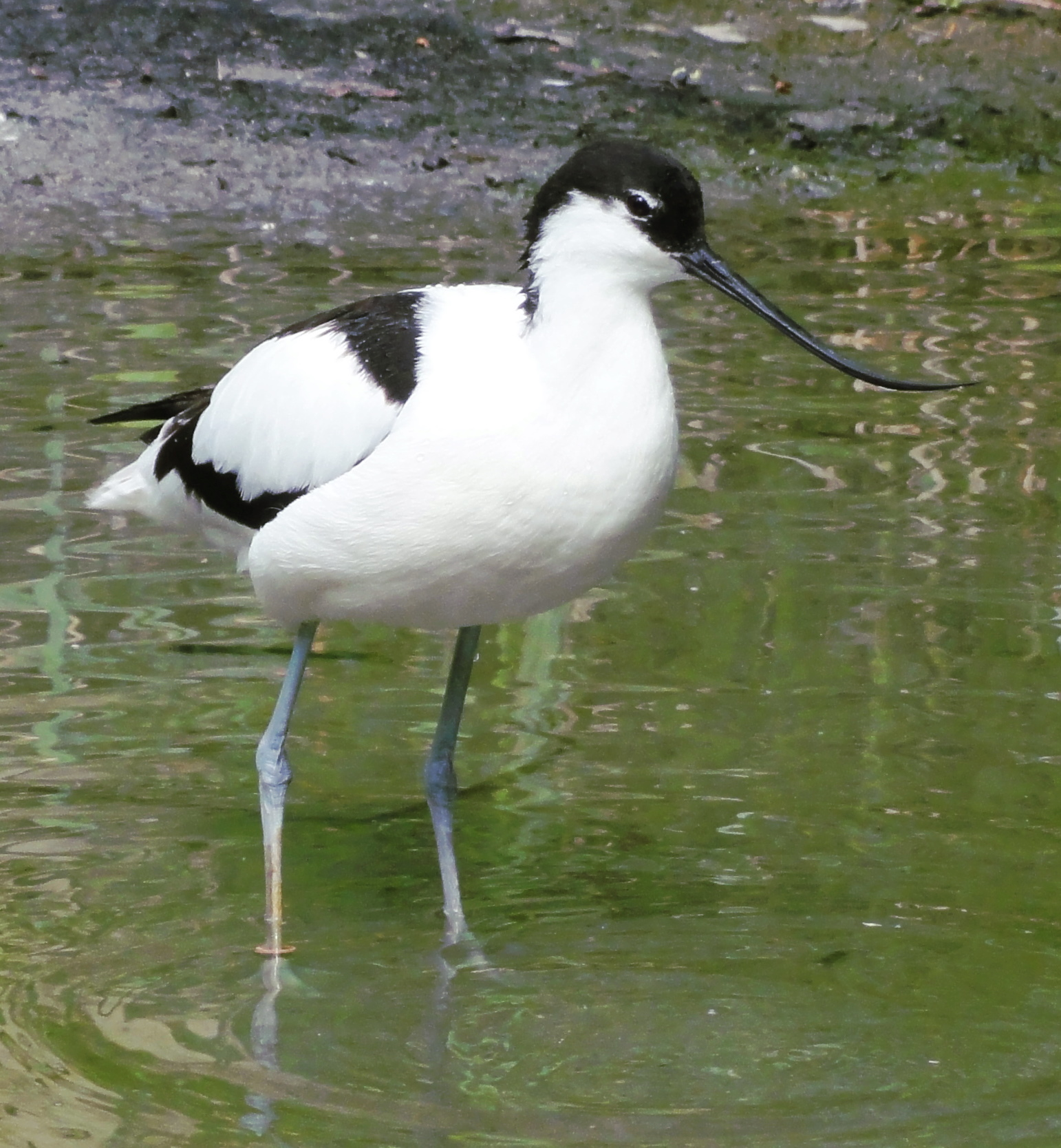
Ausgewachsener Vogel

Die Paarbildung beginnt gegen Ende des Winters. Viele Säbelschnäbler treffen bereits verpaart am Brutplatz ein. Kurz nach der Ankunft im Brutrevier beginnt die Balz, die meist eine sehr kurze Gruppenbalz ist. An seichten Stellen im Wasser versammeln sich etwa drei bis sechs, gelegentlich aber auch bis zu 18 Vögel. Mit nach innen gerichteten Köpfen stehen sie dabei meist in einer kreisförmigen Aufstellung. Zu den Balzritualen gehört häufig das Hochwerfen von trockenem Gras, Wasserpicken und heftiges Kopf- und Schnabelschütteln. Nicht selten zählen zu dieser Gruppenbalz auch Droh- und Aggressionsgebärden, die bis zu regelrechten Kämpfen führen können. Verpaarte Vögel bleiben dabei möglichst eng an der Seite ihres Partners und drücken ihre Zugehörigkeit dadurch aus, dass sie sich möglichst aneinander pressen.
Die Kopulation findet gleichfalls im seichten Wasser statt. Der Paarung gehen ein ritualisiertes Wasserpicken und Gefiederputzen voraus, bis das Weibchen eine Aufforderungsstellung einnimmt. Der Kopf befindet sich dabei flach über dem Wasser und die Beine sind weit gespreizt. Bevor das Männchen das Weibchen bespringt, läuft er häufig mehrmals hinter ihrem Rücken von einer Seite zur anderen. Der Kopulation folgt häufig ein kurzer, gemeinsamer Spurt. Eng aneinander gepresst und mit gekreuzten Schnäbeln laufen die Paare durch das flache Wasser. Beim Männchen sind dabei häufig die Flügel leicht geöffnet.
Säbelschnäbler sind Koloniebrüter, auch wenn sie ihre engen Nahrungs- und Brutterritorien gegeneinander abgrenzen. Häufig brüten sie nicht nur mit Artgenossen gemeinsam, sondern auch mit Seeschwalben, kleineren Möwen und anderen Limikolenarten.

### Verlauf der Brutperiode und Nest
Der zeitliche Verlauf der Brutperiode zeigt innerhalb Europas nur geringe geografische Unterschiede. Sie beginnt in den nordwesteuropäischen Brutgebieten mit der Besetzung der Brutkolonien Ende März bis Mitte April. Die Eiablage kann in den südeuropäischen Brutgebieten bereits ab Anfang April erfolgen, an der Wattenmeerküste Nordwesteuropas beginnt sie in der letzten Aprildekade. Säbelschnäbler führen eine monogame Saisonehe, beide Partner sind an der Bebrütung der Eier und der Jungenaufzucht beteiligt. Das Nest ist eine Bodenmulde am Strand, die mit Pflanzenteilen und Steinen belegt ist. Gelegentlich ist das Nest auch nur eine flache Auskratzung im nackten Boden. Das in der Regel aus vier Eiern bestehende Gelege wird durchschnittlich 23 Tage bebrütet. Die Eier sind blass cremefarben bis hell grünbräunlich. Sie sind sehr variabel mit kleinen schwarzen und grauen Tupfen und Linien gezeichnet. Kurz nach dem Schlupf verlassen die Brutpaare die Kolonien und führen die Jungen in bis zu mehrere Kilometer entfernte Aufzuchthabitate, wo sie heftig verteidigte Territorien etablieren.

### Aufzucht der Jungen
Die Brutpflege für die selbständig nach Nahrung suchenden Jungvögel beschränkt sich auf die Verteidigung des Territoriums, die Abwehr von Raubfeinden und dem Wärmen der Jungvögel im Bauchgefieder, dem sogenannten Hudern. Die Länge der Wachstumsperiode bis zum Flüggewerden ist stark von Witterungs- und Ernährungsbedingungen abhängig. Sie schwankt zwischen 28 und etwa 40 Tagen und beträgt durchschnittlich 35 Tage. Die Küken haben im Gegensatz zu den adulten Vögeln beim Schlupf einen geraden Schnabel. Sie können außerdem recht gut schwimmen und folgen den Elternvögeln ins seichte Wasser.
Die Jungvögel brüten in der Regel das erste Mal im zweiten Lebensjahr.

## Bestandssituation
Mit etwa 11.000 Brutpaaren beherbergt das am Nordrand der Brutverbreitung gelegene Wattenmeer mehr als die Hälfte der auf insgesamt etwa 19.000 Paare geschätzten nordwesteuropäischen Population.
Der Brutbestand des Säbelschnäblers in Nordwesteuropa hat in den vergangenen Jahrzehnten kontinuierlich zugenommen und stagniert erst in jüngster Zeit auf hohem Niveau, wobei es zahlreiche Hinweise darauf gibt, dass diese Population als Quellpopulation nicht auf die Zuwanderung aus weiter südlich gelegenen Brutgebieten angewiesen ist. Diese Entwicklung wird auf die Einrichtung weiträumiger Seevogelschutzgebieten zurückgeführt. Der Säbelschnäbler gehört zu den wenigen Arten, die nicht mehr auf der Roten Liste geführt werden müssen. Bestandsbedrohungen gehen allerdings von umfassenden Eindeichungsplänen an verschiedenen Stellen der Nordseeküste aus. Ähnlich wie beim Austernfischer wird für den Säbelschnäbler prognostiziert, dass er infolge der Klimaerwärmung an mitteleuropäischen Küsten weitgehend verschwinden wird. Ein Forschungsteam, das im Auftrag der britischen Umweltbehörde und der RSPB die zukünftige Verbreitungsentwicklung von europäischen Brutvögeln auf Basis von Klimamodellen untersuchte, geht davon aus, dass es beim Säbelschnäbler bis zum Ende des 21. Jahrhunderts zu weiträumigen Arealverlusten kommen wird. Prognostiziert wird unter anderem, dass vom aktuellen Verbreitungsgebiet achtzig Prozent dieser Art keine geeigneten Lebensräume mehr bieten werden.

## Sonstiges
In Großbritannien waren Säbelschnäbler Mitte des 19. Jahrhunderts ausgestorben. Nach 1940 kam es zu einer erfolgreichen Wiederansiedelung dieser Art. Ein stilisierter Säbelschnäbler ziert seitdem das Logo der Royal Society for the Protection of Birds.
Der Asteroid des inneren Hauptgürtels (8588) Avosetta ist nach dem Säbelschnäbler benannt (wissenschaftlicher Name: Recurvirostra avosetta). Zum Zeitpunkt der Benennung des Asteroiden am 2. Februar 1999 befand sich der Säbelschnäbler auf der niederländischen Roten Liste gefährdeter Arten.